# Les Petits Peuples de Krynn
Les Petits Peuples de Krynn est une anthologie d'histoire de fantasy publié par TSR, Inc. en 1987.  Ce livra a été publié sous le nom de marque Lancedragon et prend place dans le monde imaginaire de Krynn.  C'est le huitième roman de la série Lancedragon publié, et le second dans la série des "Contes de Lancedragon".  Les deux autres livres de la série sont Les Sortilèges de Krynn et Amours et guerres sur Krynn. Au contraire des précédents  romans de Lancedragon publiés jusque là, les livres de la série Contes ne suivent pas exclusivement un groupe de personnages, mais plutôt une variété parmi l'étendue du monde disponible. L'ouvrage fait le top 15 des bestsellers en septembre 1987, d'après le New York Times.

## Cadre
Le livre contient une compilation de 9 petites histoires (10 dans la version anglaise du livre) de plusieurs auteurs, et se déroule dans le monde imaginaire de Krynn :
1. "La Chanson de la neige" par Nancy Varian Berberick. Ce conte raconte l'histoire d'une ancienne aventure des Compagnons. Tanis Demi-Elfe et Sturm de Lumlane sont coincés dans un blizzard et leur unique espoir d'être sauvé repose sur le kender, Tasslehoff Raclepieds.
2. "Les Lorgnons du mage" par Morris Simon. L'elfe Dalamar, qui sera ensuite l'apprenti de Raistlin, s'enfuit dans une mine de nain pour se cacher de ses poursuivants Sylvanesti. Il apporte avec lui une boite contenant des parchemins, ainsi qu'une paire de lorgnons de véritable vision, fait en gemmes. Lorsque Dalamar est kidnappé, le nain commence à utiliser les lorgnons pour lire les parchemins afin de frapper ses ennemis et impressionner ses amis.
3. "Le Conteur" par Barbara Siegel et Scott Siegel. Un conteur est arrêté par le lord du dragon local pour raconter des histoires qui attirent les humains, les kenders, et les nains. Il raconte à son compagnon de cellule son histoire qui relate au lecteur la façon dont toutes les races sont venues ensemble pour le secourir.
4. "La Queue du chien pelé" par Danny Peary.  C'est l'histoire d'un soldat violent qui chasse ses prisonniers échappés et sa rencontre au fil du temps avec une sorcière pleine de sollicitude.
5. "La Chasse désastreuse du seigneur Toede" par Harold Bakst. C'est l'histoire du (premier) décès et mort du haut seigneur du dragon, Fewmaster Toede.
6. "Les Définitions de l'honneur" par Richard A. Knaak. C'est le conte d'un jeune chevalier de Solamnie, Torbin, qui vient en aide à un village contre un minotaure.
7. "Le Chat et le rossignol" par Nancy Varian Berberick. C'est un autre conte d'une ancienne aventure des Compagnons. Le jeune Raistlin Majere utilise sa magie pour aider ses amis contre un sorcier malfaisant.
8. "'Wanna Bet?'" par Margaret Weis et Tracy Hickman. L'histoire des trois fils de Caramon Majere : Palin, Tanin, et Sturm Majere qui se retrouvent accidentellement dans une aventure pour retrouver la Graygem de Gargath après avoir perdu un pari avec un mystérieux nain nommé Dougan Redhammer. Cette histoire est présente dans le livre anglais, mais a été supprimée lors de la traduction du livre. Il est possible de la retrouver dans le roman Deuxième Génération.
9. "Au cœur de l'histoire" par Michael Williams. Un gnome, Virum, raconte sa version de la paternité des chansons concernant les héros de la Guerre de la Lance.
10. "Le Vol de la dague" par Nick O'Donohoe. Un conte raconté du point de vue d'une dague impliquée dans le roman, Dragons d'un crépuscule d'automne.